# Saison 3 de Greek
Chronologie
Saison 2 Saison 4
Cet article présente le guide des épisodes de la troisième saison de la série télévisée américaine Greek.

## Épisodes

### Épisode 1:Choix et Conséquences
- États-Unis : 31 août 2009 sur ABC Family
- France : 5 janvier 2011 sur June[1]

- États-Unis : 1,211 million de téléspectateurs[2] (première diffusion)

### Épisode 2:Nos pères
- États-Unis : 7 septembre 2009 sur ABC Family
- France : 5 janvier 2011 sur June[3]

- États-Unis : 1,313 million de téléspectateurs[4] (première diffusion)

### Épisode 3:La Course en culotte
- États-Unis : 14 septembre 2009 sur ABC Family
- France : 12 janvier 2011 sur June[5]

### Épisode 4:Week-end à jeun
- États-Unis : 21 septembre 2009 sur ABC Family
- France : 12 janvier 2011 sur June[5]

### Épisode 5:Le Fléau
- États-Unis : 28 septembre 2009 sur ABC Family
- France : 19 janvier 2011 sur June[5]

### Épisode 6:Les Mères fondatrices
- États-Unis : 5 octobre 2009 sur ABC Family
- France : 19 janvier 2011 sur June[5]

### Épisode 7:Inspecteur Casey
- États-Unis : 12 octobre 2009 sur ABC Family
- France : 26 janvier 2011 sur June[5]

### Épisode 8:La Chute d'Evan
- États-Unis : 19 octobre 2009 sur ABC Family
- France : 26 janvier 2011 sur June[5]

### Épisode 9:Le Vœu de Thanksgiving
- États-Unis : 26 octobre 2009 sur ABC Family
- France : 28 janvier 2011 sur June[5]

### Épisode 10:Ami ou Ennemi?
- États-Unis : 2 novembre 2009 sur ABC Family
- France : 31 janvier 2011 sur June[5]

Fin de la première partie (ou chapitre en VO) de la troisième saison.

### Épisode 11:Souviens-toi le semestre dernier
- États-Unis : 25 janvier 2010 sur ABC Family
- France : 1er février 2011 sur June[5]

### Épisode 12:Orgueil et Conséquences
- États-Unis : 1er février 2010 sur ABC Family
- France : 2 février 2011 sur June[5]

### Épisode 13:États d'âmes
- États-Unis : 8 février 2010 sur ABC Family
- France : 3 février 2011 sur June[5]

### Épisode 14:Retour en politique
- États-Unis : 15 février 2010 sur ABC Family
- France : 4 février 2011 sur June[5]

### Épisode 15:Le Massacre de la Saint-Valentin
- États-Unis : 22 février 2010 sur ABC Family
- France : 7 février 2011 sur June[5]

- États-Unis : 0,872 million de téléspectateurs[6] (première diffusion)

### Épisode 16:Les Nouveaux Voisins
- États-Unis : 1er mars 2010 sur ABC Family
- France : 8 février 2011 sur June[5]

- États-Unis : 0,937 million de téléspectateurs[7] (première diffusion)

### Épisode 17:Un choix difficile
- États-Unis : 8 mars 2010 sur ABC Family
- France : 9 février 2011 sur June[5]

- États-Unis : 1,031 million de téléspectateurs[8] (première diffusion)

### Épisode 18:Retour dans les années 80
- États-Unis : 15 mars 2010 sur ABC Family
- France : 10 février 2011 sur June[5]

- États-Unis : 0,820 million de téléspectateurs[9] (première diffusion)

### Épisode 19:Dernières Chances
- États-Unis : 22 mars 2010 sur ABC Family
- France : 11 février 2011 sur June[5]

### Épisode 20:Tous les enfants grandissent un jour
- États-Unis : 29 mars 2010 sur ABC Family
- France : 14 février 2011 sur June[5]

- États-Unis : 0,705 million de téléspectateurs[10] (première diffusion)